# Đặng Nhượng
Đặng Nhượng (giản thể: 邓让; phồn thể: 鄧讓) là quan thứ sử Giao Châu vào cuối thời Tây Hán, tự cát cứ thời nhà Tân, và lại theo về quy phục nhà Đông Hán.
Thân thế Đặng Nhượng thế nào chưa rõ, nhưng theo sách sử ký của đời vua Quang Vũ trong Hậu Hán Thư, trong thời Vương Mãng (năm 8 CN Vương Mãng cướp ngôi) các quận Giao Chỉ đều đóng cửa tự giữ lấy, có Sầm Bành ngày thường có tình thân mật với Đặng Nhượng làm quan Mục ở đất Giao Chỉ, đưa thư cho Nhượng, Nhượng bèn suất cả các Thái thú ở các quận, sai sứ đem lễ vật về cống hiến, sau đó đều được phong tước hầu.
Thứ sử Giao Châu là Đặng Nhượng và thái thú Tích Quang theo các thái thú ở Giang Nam, cùng nhau cát cứ chống nhà Tân. Năm 29, Hán Quang Vũ Đế cơ bản thống nhất trung nguyên. Theo lời dụ của tướng Đông Hán là Sầm Bành, Tích Quang và Đặng Nhượng cùng hàng Đông Hán.

## Sách tham khảo
- An Nam chí lược